# Nine Elms British Cemetery
Nine Elms British Cemetery is een Britse militaire begraafplaats met gesneuvelden uit de Eerste- en Tweede Wereldoorlog, gelegen in de Belgische stad Poperinge. De begraafplaats werd ontworpen door Reginald Blomfield en ligt ongeveer 2 km ten westen van het stadscentrum. Het terrein heeft een onregelmatige vorm en wordt omgeven door een bakstenen muur met een poortgebouw als toegang. Aan de zuidkant staat het Cross of Sacrifice en aan de oostkant in een apsis de Stone of Remembrance. Het onderhoud gebeurt door de Commonwealth War Graves Commission. 
Er worden 1.615 doden herdacht, waarvan slechts enkele niet geïdentificeerd.

## Geschiedenis
Poperinge lag gedurende de Eerste Wereldoorlog in geallieerd gebied, buiten de frontzone. Bij het geallieerde offensief in de Derde Slag om Ieper werden in september 1917 een paar veldhospitalen (Casualty Clearing Stations of C.C.S.) vanuit Brandhoek en Lijssenthoek naar hier overgebracht, meer bepaald de 3rd Australian en 44th c.c.s. Zij gebruikten de begraafplaats tot december 1917. De begraafplaats werd genoemd naar de laan Nine Elms in Londen. Van maart tot oktober 1918 werden tijdens het Duitse lenteoffensief, de Britse tegenaanvallen en het bevrijdingsoffensief opnieuw door gevechtseenheden doden bijgezet.
Bij de 1.593 doden uit de Eerste Wereldoorlog zijn er 963 Britten (waarvan 3 niet geïdentificeerde), 150 Australiërs, 299 Canadezen, 1 Indiër, 117 Nieuw-Zeelanders, 26 Zuid-Afrikanen en 37 Duitsers (waarvan 1 niet geïdentificeerde). In de zomer van 1918 werden hier ook 95 Amerikaanse soldaten begraven, maar deze werden later overgebracht naar Flanders Field American Cemetery in Waregem. 
Tijdens de Tweede Wereldoorlog werden hier nog 20 geïdentificeerde en 2 niet geïdentificeerde Britten bijgezet. Zij sneuvelden bij de geallieerde terugtrekking naar Duinkerke in mei 1940.
De begraafplaats werd in 2009 als monument beschermd.

## Graven
- David Gallaher, sergeant bij het Auckland Regiment was een voormalige kapitein van het Nieuw-Zeelandse Rugby Football Team (The All Blacks).

### Onderscheiden militairen
- Alexander Tillett, luitenant-kolonel bij het Devonshire Regiment werd onderscheiden met de Distinguished Service Order en het Military Cross (DSO, MC).
- Frank Redfern Smith, luitenant bij het Middlesex Regiment werd onderscheiden met de Distinguished Service Medal (DSM).
- luitenant-kolonel Alec Graham Scougal, de kapiteins Charles Launcelot Moule, Arthur Hugh Ball, Brian Brock Bayly en Albert William McDonald, de luitenants Richard Owen Jenkins en James Maxwell McIlquham, de onderluitenants William Frederick Kerr Hardman, Charles Edward Collins-Morgan en William Albert Rodwell werden onderscheiden met het Military Cross (MC). Luitenant R. McIntyre ontving ook nog de Military Medal (MC, MM).
- Alick Nicholson, onderluitenant bij het Sherwood Foresters (Notts and Derby Regiment) en Percival William Thompson, sergeant-majoor bij de Royal Field Artillery werden onderscheiden met de Meritorious Service Medal (MSM).
- adjudant Cecil Tomalin Bailey, de sergeanten H.L. James, Hugh Farquhar Christie, J. Robson en John Joseph Richardson, korporaal Harold Bemrose en de soldaten John Jones, A. Lalonde, Thomas David Merton en F. Holloway werden onderscheiden met de Distinguished Conduct Medal (DCM).
- nog 50 militairen ontvingen de Military Medal waarbij sergeant S.C. Davey en de soldaten Albert Storey Storey en M. Hill deze onderscheiding tweemaal verwierven (MM and Bar).

### Minderjarige militairen
- soldaat Clifford Robinson Oulton van het 5th Canadian Mounted Rifles Battalion was slechts 15 jaar toen hij sneuvelde op 1 november 1917 en is daarmee het jongste slachtoffer op deze begraafplaats.
- schutter E.J. Lindow en soldaat Robert Routledge waren slechts 16 jaar toen ze sneuvelden.
- de soldaten Willard P. Simpson, John Jones, Francis Sweeney en Jack Lawther waren 17 jaar toen ze sneuvelden.

### Gefusilleerde militairen
- soldaat John McFarlane van het 4th Bn. King's Liverpool Regiment, werd wegens desertie gefusilleerd op 22 mei 1918. Hij was 27 jaar.
- soldaat Joseph Nisbet van het 1st Bn. Leicestershire Regiment, werd wegens desertie gefusilleerd 23 augustus 1918.[2]

### Aliassen
- sergeant Peter Ash diende onder het alias Peter McKenna bij het Border Regiment.
- sergeant Frederick Adolph Schmidt diende onder het alias Fred Harris bij het Canadian Army Medical Corps.
- korporaal Harry Goldstein diende onder het alias J. Smith bij de Canadian Garrison Artillery.
- korporaal Thomas Edward Grayburn diende onder het alias Thomas Edward Jones bij de Canadian Infantry.
- soldaat F.L. Bullen diende onder het alias F.L. Buller bij de Australian Infantry, A.I.F..
- soldaat Willard P. Simpson diende onder het alias Willard Perry Sutherland bij de Canadian Infantry.
- soldaat B. Berman diende onder het alias H. Saville bij de South African Infantry.